# کولبرت (واشینگتن)
کولبرت (به انگلیسی: Colbert) یک منطقهٔ مسکونی در ایالات متحده آمریکا است که در شهرستان اسپوکن، واشینگتن واقع شده‌است. کولبرت ۵۶۰٫۸۴ متر بالاتر از سطح دریا واقع شده‌است.